# Vlag van Herstal
De vlag van Herstal is op onbekende datum bij raadsbesluit vastgesteld als de vlag van de Luikse gemeente Herstal. De vlag kan als volgt worden beschreven:
Twee even hoge banen van geel en van rood met op het midden het gemeentewapen.
De vlag komt overeen met het vlagontwerp van de Raad van Heraldiek en Vexillologie (Frans: Conseil d’héraldique et de vexillologie).
De kleuren van de vlag zijn ontleend aan het wapen van de zogenaamde familie van Herstal. Het gemeentewapen is in het midden afgebeeld.